# Dan Olweus
Dan Olweus (ur. 18 kwietnia 1931 w Kalmarze, zm. 22 września 2020) – szwedzki psycholog i pedagog, twórca definicji przemocy rówieśniczej.

## Życiorys
W 1969 otrzymał doktorat na Uniwersytecie w Umeå. W latach 1970–1995 był profesorem psychologii na Uniwersytecie w Bergen (Norwegia). Od 1996 roku profesor psychologii związany z Centrum Badań nad Promocją Zdrowia (HEMIL) na tym samym uniwersytecie. Przez dziewięć lat (1962–70) był dyrektorem Fundacji Erica w Sztokholmie.
Od około pięćdziesięciu lat Dan Olweus był zaangażowany w prace badawcze i interwencyjne dotyczące przemocy wśród dzieci i młodzieży szkolnej. W 1970 zapoczątkował projekt na wielką skalę, który obecnie jest uważany za pierwsze na świecie naukowe badanie problemów przemocy szkolnej i rówieśniczej. Pod koniec XX wieku jego grupa badawcza i interwencyjna na Uniwersytecie w Bergen przeprowadziła kilka znaczących projektów interwencyjnych, uzyskując kolejne pozytywne wyniki. Jeden z tych projektów badawczych stanowi część międzynarodowego projektu dotyczącego problemów przemocowych, prowadzonego także w Japonii, Wielkiej Brytanii, Holandii, USA i Norwegii.
Jest uznawany za pioniera badań nad problemami przemocy i czołowego eksperta w tej dziedzinie w skali światowej. Książka „Bullying at School” (1993) została opublikowana w ponad 25 językach. Wiodącą pozycję Olweusa potwierdza również fakt, że jest najbardziej cytowanym norweskim, a także skandynawskim badaczem psychologii i edukacji.
Otrzymał liczne nagrody i wyróżnienia za prace badawcze i interwencyjne. Za swoje ogólne badania nad agresją dostał w 1976 nagrodę Międzynarodowego Stowarzyszenia Badań nad Agresją (ISRA). W latach 1995–96 został wybrany na prezydenta ISRA. W 2000 nagrodę „Spirit of Crazy Horse” przyznała mu za „odwagę dla zniechęconych” amerykańska organizacja Reclaiming Youth International, w uznaniu dla jego wysiłków na rzecz badań i walki z przemocą. Otrzymał też nagrodę za „wybitną działalność wydawniczą i rozpowszechnianie informacji” Uniwersytetu w Bergen. W 2002 przyznano mu Nagrodę Nordyckiej Publicznej Służby Zdrowia za osiągnięcia w dziedzinie zdrowia publicznego w krajach skandynawskich. W 2003 otrzymał przyznawaną przez Międzynarodową Organizację Badawczą Towarzystwa Badań nad Rozwojem Dziecka (SRCD) nagrodę „Distinguished Contributions for Public Policy for Children”. W 2005 został odznaczony Medalem Królowej Zofii Hiszpańskiej oraz Nagrodą Honorową Wydziału Psychologii Uniwersytetu w Bergen. W 2011 otrzymał wyróżnienia do nagrody International Advancement of Psychology, przyznawanej przez Amerykańskie Stowarzyszenie Psychologiczne (APA). W 2012 otrzymał natomiast nagrodę APA za wybitny wkład w badania polityki publicznej.
W 2010 brał udział w Europejskim Kongresie Przeciwdziałania Przemocy Szkolnej, który odbywał się w Opolu.